# Никольский тупик (Китай-город)

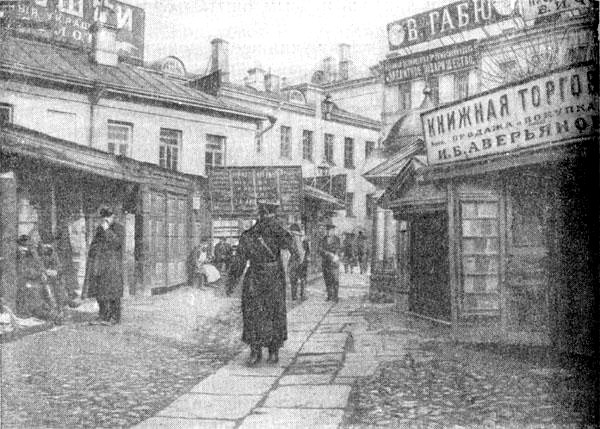

Нико́льский тупик — тупик в центре Москвы в Китай-городе, существовавший до начала 1960-х годов. Примыкал к нечётной стороне улицы 25 Октября (ныне — Никольская).

## Происхождение названия
Назван в XVIII веке по Никольской улице, к которой примыкал.

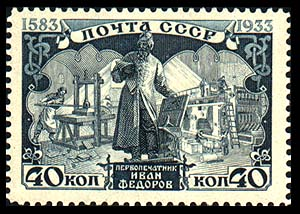
Памятник Ивану Фёдорову на почтовой марке СССР, 1933 год

## История
Тупик возник для проезда к церкви Троицы в Полях, каменное здание которой было построено ещё в XVI веке, а затем несколько раз перестраивалось. В 1843 году в стене Китай-города была сделана калитка, в результате чего тупик получил выход на Театральный проезд. В конце XIX — начале XX века в тупике располагалось множество мелких лавочек букинистов. «Там многие годы сидел в своей крохотной лавочке старый букинист Афанасий Афанасьевич Астапов; низенькая горбатая фигура его была знакома многим москвичам из учёного и литературного мира». В 1934 году в связи со строительством метро церковь и многие дома по Никольскому тупику были разрушены. На место церкви перенесён памятник первопечатнику Ивану Фёдорову. По Никольскому тупику, призрачно существующему в современной топографии Москвы, остались лишь магазин «Книжная находка» и Московский военный комиссариат, стоящие по нечётной стороне тупика.